# 집중치료실

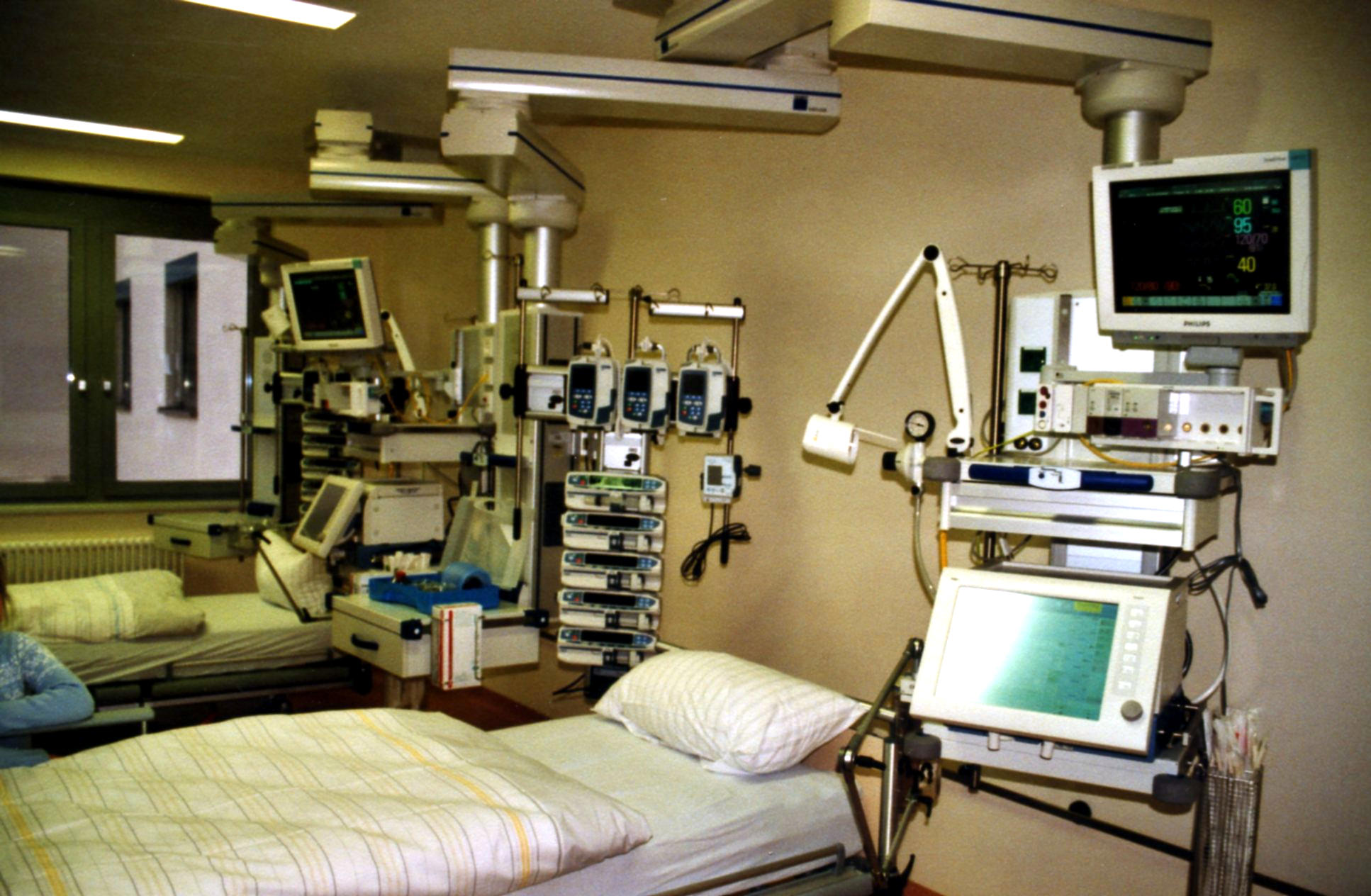

집중치료실(集中治療室, intensive care unit; ICU) 또는 중환자실(重患者室, critical care unit; ICU)은 병원 시설의 일종이다. 호흡, 순환, 신진 대사 등 기타 심각한 급성 기능 부전 환자의 용태를 24시간 체제로 관리하고 보다 효과적인 치료를 목적으로한다. 원래는 특정 진료과에 속하지 않고 독립적인 조직으로 진료과를 불문하고 환자를 관리하는 체제가 일반적이다. 그러나 각 진료과 아래에 해당과 전문의 집중치료실을 설치하는 병원도 있다.

## 같이 보기
- 신생아 집중치료실